# Mateja Kežman
Mateja Kežman (in serbo Матеја Кежман?; Zemun, 12 aprile 1979) è un procuratore sportivo ed ex calciatore serbo, di ruolo attaccante. In carriera ha vinto il titolo nazionale in cinque Paesi differenti: Serbia-Montenegro, Paesi Bassi, Inghilterra, Turchia e Bielorussia.

## Biografia
È figlio di Zlatko Kežman, ex calciatore.
Nel 2013, in occasione dell'Gay Pride di Amsterdam, gli venne chiesto un parere sulla decisione della Federcalcio olandese di mandare Louis van Gaal, Ronald de Boer e Pierre van Hooijdonk come delegazione in occasione della parata: la sua risposta fu «Non sta a me dire se abbiano fatto un errore, ma se mi chiedete qualcosa sull'omosessualità, posso dire che è una cosa che mi crea problemi. È un disturbo che non dovrebbe essere sponsorizzato, se la Federcalcio serba avesse fatto una cosa del genere non l’avrei apprezzata. Purtroppo gli olandesi si stanno allontanando da Cristo e stanno viaggiando verso il collasso spirituale».
L'ex calciatore ribadì la sua opinione quattro anni dopo, in un'intervista rilasciata a Elf Voetbal: «Dio ha creato l’uomo e la donna in modo che possano riprodursi, se esistessero solamente i gay la società non andrebbe avanti. Si può essere omosessuali, ma non mi piace che siano sotto i riflettori, ballando e baciandosi durante quelle parate. Vengo da un Paese conservatore e devo constatare che in Olanda ci si allontana sempre più dalla fede».

## Carriera

### Club
Inizia la carriera professionistica giocando nel FK Smederevo, segnando in un anno 9 gol in 17 partite. Nel 1998 venne acquistato dal Partizan (spinto dal tifo per il club, visto che era seguito dai rivali cittadini della Stella Rossa). Nel 2000 diventa il capocannoniere segnando 24 gol e successivamente viene acquistato dal PSV per 10,5 milioni di euro.. Milita per 4 anni al PSV, segnando addirittura 105 gol in 122 partite. Tra Serbia-Montenegro e Olanda vince complessivamente tre campionati, uno in patria nel 1999 e due col PSV nel 2001 e nel 2003.
Nell'estate 2004 si trasferisce al Chelsea per 5 milioni di sterline, richiesto da José Mourinho. Nel 2004 vince la Carling Cup segnando il gol decisivo al Liverpool nella finale finita 3-2 nei tempi supplementari: con il Chelsea resterà una sola stagione deludente sul piano personale, ma conclusa con la vittoria della Premier League, prima di andare all'Atlético Madrid. Anche a Madrid resta solo per una stagione, dal momento che nell'estate 2006 viene venduto al Fenerbahçe.
Il 19 agosto 2008 accetta l'offerta di prestito del Paris Saint-Germain. Il 30 agosto 2009 il Fenerbahçe lo gira in prestito con diritto di riscatto alla squadra russa dello Zenit San Pietroburgo; fa ritorno al Paris Saint-Germain il 16 dicembre 2009.
Il 2 novembre 2010 la società del Paris Saint-Germain ha ufficializzato la risoluzione del contratto dell'attaccante. Il 20 gennaio 2011 viene ufficializzato il suo passaggio al South China. Il 31 agosto 2011 si trasferisce al BATE Borisov. Il suo contratto è scaduto il 31 dicembre; ha disputato 6 partite di campionato, e 5 di Champions League.
Alla fine del 2011 si ritira dal calcio giocato.

### Nazionale
Ha segnato il suo primo gol in Nazionale contro la Cina proprio nella gara del debutto. Partecipò anche alla spedizione della Nazionale serba al campionato d'Europa 2000 (in cui si è segnalato per essere stato espulso dopo soli 37 secondi ai gironi contro la Norvegia, il più veloce nella storia degli Europei di calcio) e al campionato del mondo 2006 (in cui ha ricevuto un'altra espulsione).

## Procuratore
Terminata la sua carriera come calciatore è diventato procuratore sportivo. Tra i giocatori da lui assistiti vi è Sergej Milinković-Savić. In precedenza era stato direttore sportivo del Vojvodina.

## Statistiche

### Presenze e reti nei club
Statistiche aggiornate al 6 dicembre 2011.
| Stagione             | Squadra              | Campionato           | Campionato | Campionato | Coppe nazionali | Coppe nazionali | Coppe nazionali | Coppe continentali | Coppe continentali | Coppe continentali | Altre coppe | Altre coppe | Altre coppe | Totale | Totale |
| Stagione             | Squadra              | Comp                 | Pres       | Reti       | Comp            | Pres            | Reti            | Comp               | Pres               | Reti               | Comp        | Pres        | Reti        | Pres   | Reti   |
| -------------------- | -------------------- | -------------------- | ---------- | ---------- | --------------- | --------------- | --------------- | ------------------ | ------------------ | ------------------ | ----------- | ----------- | ----------- | ------ | ------ |
| 1995-1996            | Zemun                | PL                   | 0          | 0          | -               | -               | -               | -                  | -                  | -                  | -           | -           | -           | 0      | 0      |
| 1996-1997            | Radnički Pirot       | 2L                   | 17         | 11         | CJ              | ?               | ?               | -                  | -                  | -                  | -           | -           | -           | 17     | 11     |
| lug.-dic. 1997       | Loznica              | 2L                   | 13         | 5          | CJ              | ?               | ?               | -                  | -                  | -                  | -           | -           | -           | 13     | 5      |
| gen.-giu. 1998       | Smederevo            | 2L                   | 14         | 4          | CJ              | ?               | ?               | -                  | -                  | -                  | -           | -           | -           | 14     | 4      |
| 1998-1999            | Partizan             | PL                   | 22         | 6          | CJ              | 6               | 2               | CdC                | 5                  | 0                  | -           | -           | -           | 33     | 8      |
| 1999-2000            | Partizan             | PL                   | 32         | 27         | CJ              | 2               | 2               | UCL+CU             | 6+1                | 6+0                | -           | -           | -           | 41     | 35     |
| Totale Partizan      | Totale Partizan      | Totale Partizan      | 54         | 33         |                 | 8               | 4               |                    | 12                 | 6                  |             | -           | -           | 74     | 43     |
| 2000-2001            | PSV                  | E                    | 33         | 24         | CO              | 4               | 3               | UCL+CU             | 6+5                | 1+3                | SO          | 1           | 0           | 49     | 31     |
| 2001-2002            | PSV                  | E                    | 27         | 15         | CO              | 2               | 1               | UCL+CU             | 6+5                | 2+1                | SO          | 1           | 1           | 41     | 20     |
| 2002-2003            | PSV                  | E                    | 33         | 35         | CO              | 3               | 4               | UCL                | 6                  | 0                  | SO          | 1           | 1           | 43     | 40     |
| 2003-2004            | PSV                  | E                    | 29         | 31         | CO              | 1               | 0               | UCL+CU             | 6+6                | 0+6                | SO          | 1           | 1           | 43     | 38     |
| Totale PSV Eindhoven | Totale PSV Eindhoven | Totale PSV Eindhoven | 122        | 105        |                 | 10              | 8               |                    | 40                 | 13                 |             | 4           | 3           | 176    | 129    |
| 2004-2005            | Chelsea              | PL                   | 25         | 4          | FACup+FLC       | 3+4             | 1+2             | UCL                | 9                  | 0                  | -           | -           | -           | 41     | 7      |
| 2005-2006            | Atlético Madrid      | PD                   | 30         | 8          | CS              | 3               | 2               | -                  | -                  | -                  | -           | -           | -           | 33     | 10     |
| 2006-2007            | Fenerbahçe           | SL                   | 24         | 9          | CT              | 2               | 0               | CU                 | 7                  | 2                  | -           | -           | -           | 33     | 11     |
| 2007-2008            | Fenerbahçe           | SL                   | 22         | 11         | CT              | 4               | 5               | UCL                | 9                  | 2                  | ST          | 1           | 1           | 36     | 19     |
| Totale               | Totale               | Totale               | 46         | 20         |                 | 6               | 5               |                    | 16                 | 4                  |             | 1           | 1           | 69     | 30     |
| 2008-2009            | PSG                  | L1                   | 21         | 3          | CF+CdL          | 2+4             | 2+0             | CU                 | 8                  | 3                  | -           | -           | -           | 35     | 8      |
| set.-dic. 2009       | Zenit                | PL                   | 10         | 2          | -               | -               | -               | -                  | -                  | -                  | -           | -           | -           | 10     | 2      |
| dic. 2009-giu. 2010  | PSG                  | L1                   | 13         | 2          | CdF             | 2               | 0               | -                  | -                  | -                  | -           | -           | -           | 15     | 2      |
| lug. 2010-gen. 2011  | PSG                  | L1                   | 1          | 0          | -               | -               | -               | UEL                | 1                  | 0                  | SF          | 1           | 0           | 3      | 0      |
| Totale PSG           | Totale PSG           | Totale PSG           | 35         | 5          |                 | 8               | 2               |                    | 9                  | 3                  |             | 1           | 0           | 53     | 10     |
| gen.-giu. 2011       | South China          | H1D                  | 6          | 2          | CHKG            | 2               | 2               | ACL                | 5                  | 1                  | -           | -           | -           | 13     | 5      |
| set.-dic. 2011       | BATE                 | VL                   | 6          | 0          | -               | -               | -               | UCL                | 5                  | 0                  | -           | -           | -           | 11     | 0      |
| Totale carriera      | Totale carriera      | Totale carriera      | 378        | 199        |                 | 44              | 26              |                    | 96                 | 27                 |             | 6           | 4           | 524    | 256    |

### Cronologia presenze e reti in nazionale

#### RF Jugoslavia
| Cronologia completa delle presenze e delle reti in nazionale ― Jugoslavia | Cronologia completa delle presenze e delle reti in nazionale ― Jugoslavia | Cronologia completa delle presenze e delle reti in nazionale ― Jugoslavia | Cronologia completa delle presenze e delle reti in nazionale ― Jugoslavia | Cronologia completa delle presenze e delle reti in nazionale ― Jugoslavia | Cronologia completa delle presenze e delle reti in nazionale ― Jugoslavia | Cronologia completa delle presenze e delle reti in nazionale ― Jugoslavia | Cronologia completa delle presenze e delle reti in nazionale ― Jugoslavia |
| Data                                                                      | Città                                                                     | In casa                                                                   | Risultato                                                                 | Ospiti                                                                    | Competizione                                                              | Reti                                                                      | Note                                                                      |
| ------------------------------------------------------------------------- | ------------------------------------------------------------------------- | ------------------------------------------------------------------------- | ------------------------------------------------------------------------- | ------------------------------------------------------------------------- | ------------------------------------------------------------------------- | ------------------------------------------------------------------------- | ------------------------------------------------------------------------- |
| 25-5-2000                                                                 | Pechino                                                                   | Cina                                                                      | 0 – 2                                                                     | Jugoslavia                                                                | Amichevole                                                                | 1                                                                         | 46’                                                                       |
| 28-5-2000                                                                 | Seul                                                                      | Corea del Sud                                                             | 0 – 0                                                                     | Jugoslavia                                                                | Amichevole                                                                | -                                                                         | 46’                                                                       |
| 30-5-2000                                                                 | Seongnam                                                                  | Corea del Sud                                                             | 0 – 0                                                                     | Jugoslavia                                                                | Amichevole                                                                | -                                                                         | 46’                                                                       |
| 13-6-2000                                                                 | Charleroi                                                                 | Jugoslavia                                                                | 3 – 3                                                                     | Slovenia                                                                  | Euro 2000 - 1º turno                                                      | -                                                                         | 46’                                                                       |
| 18-6-2000                                                                 | Liegi                                                                     | Jugoslavia                                                                | 1 – 0                                                                     | Norvegia                                                                  | Euro 2000 - 1º turno                                                      | -                                                                         | 87’ 88’                                                                   |
| 16-8-2000                                                                 | Belfast                                                                   | Irlanda del Nord                                                          | 1 – 2                                                                     | Jugoslavia                                                                | Amichevole                                                                | 1                                                                         | 55’                                                                       |
| 15-11-2000                                                                | Bucarest                                                                  | Romania                                                                   | 2 – 1                                                                     | Jugoslavia                                                                | Amichevole                                                                | -                                                                         | 59’                                                                       |
| 24-3-2001                                                                 | Belgrado                                                                  | Jugoslavia                                                                | 1 – 1                                                                     | Svizzera                                                                  | Qual. Mondiali 2002                                                       | -                                                                         |                                                                           |
| 28-3-2001                                                                 | Lubiana                                                                   | Slovenia                                                                  | 1 – 1                                                                     | Jugoslavia                                                                | Qual. Mondiali 2002                                                       | 1                                                                         | 57’                                                                       |
| 25-4-2001                                                                 | Belgrado                                                                  | Jugoslavia                                                                | 0 – 1                                                                     | Russia                                                                    | Qual. Mondiali 2002                                                       | -                                                                         | 62’                                                                       |
| 2-6-2001                                                                  | Mosca                                                                     | Russia                                                                    | 1 – 1                                                                     | Jugoslavia                                                                | Qual. Mondiali 2002                                                       | -                                                                         | 64’                                                                       |
| 6-6-2001                                                                  | Toftir                                                                    | Fær Øer                                                                   | 0 – 6                                                                     | Jugoslavia                                                                | Qual. Mondiali 2002                                                       | 3                                                                         |                                                                           |
| 15-8-2001                                                                 | Belgrado                                                                  | Jugoslavia                                                                | 2 – 0                                                                     | Fær Øer                                                                   | Qual. Mondiali 2002                                                       | -                                                                         |                                                                           |
| 1-9-2001                                                                  | Basilea                                                                   | Svizzera                                                                  | 1 – 2                                                                     | Jugoslavia                                                                | Qual. Mondiali 2002                                                       | -                                                                         |                                                                           |
| 5-9-2001                                                                  | Belgrado                                                                  | Jugoslavia                                                                | 1 – 1                                                                     | Slovenia                                                                  | Qual. Mondiali 2002                                                       | -                                                                         | 77’                                                                       |
| 6-10-2001                                                                 | Belgrado                                                                  | Jugoslavia                                                                | 6 – 2                                                                     | Lussemburgo                                                               | Qual. Mondiali 2002                                                       | 2                                                                         | 72’                                                                       |
| 13-2-2002                                                                 | Phoenix                                                                   | Messico                                                                   | 1 – 2                                                                     | Jugoslavia                                                                | Amichevole                                                                | 1                                                                         | 87’                                                                       |
| 27-3-2002                                                                 | Fortaleza                                                                 | Brasile                                                                   | 1 – 0                                                                     | Jugoslavia                                                                | Amichevole                                                                | -                                                                         | 79’                                                                       |
| 17-4-2002                                                                 | Smederevo                                                                 | Jugoslavia                                                                | 4 – 1                                                                     | Lituania                                                                  | Amichevole                                                                | 2                                                                         | 82’                                                                       |
| 17-5-2002                                                                 | Mosca                                                                     | Ucraina                                                                   | 2 – 0                                                                     | Jugoslavia                                                                | Amichevole                                                                | -                                                                         | 75’                                                                       |
| 19-5-2002                                                                 | Mosca                                                                     | Russia                                                                    | 1 – 1 (5 – 6 dtr)                                                         | Jugoslavia                                                                | Amichevole                                                                | -                                                                         | 75’                                                                       |
| 21-8-2002                                                                 | Sarajevo                                                                  | Bosnia ed Erzegovina                                                      | 0 – 2                                                                     | Jugoslavia                                                                | Amichevole                                                                | -                                                                         | 61’                                                                       |
| 6-9-2002                                                                  | Praga                                                                     | Rep. Ceca                                                                 | 5 – 0                                                                     | Jugoslavia                                                                | Amichevole                                                                | -                                                                         | 56’                                                                       |
| 12-10-2002                                                                | Napoli                                                                    | Italia                                                                    | 1 – 1                                                                     | Jugoslavia                                                                | Qual. Euro 2004                                                           | -                                                                         | 66’                                                                       |
| 16-10-2002                                                                | Belgrado                                                                  | Jugoslavia                                                                | 2 – 0                                                                     | Finlandia                                                                 | Qual. Euro 2004                                                           | 1                                                                         | 62’                                                                       |
| 20-11-2002                                                                | Saint-Denis                                                               | Francia                                                                   | 3 – 0                                                                     | Jugoslavia                                                                | Amichevole                                                                | -                                                                         |                                                                           |
| Totale                                                                    |                                                                           | Presenze                                                                  | 26                                                                        |                                                                           | Reti                                                                      | 10                                                                        |                                                                           |

#### Serbia e Montenegro
| Cronologia completa delle presenze e delle reti in nazionale ― Serbia e Montenegro | Cronologia completa delle presenze e delle reti in nazionale ― Serbia e Montenegro | Cronologia completa delle presenze e delle reti in nazionale ― Serbia e Montenegro | Cronologia completa delle presenze e delle reti in nazionale ― Serbia e Montenegro | Cronologia completa delle presenze e delle reti in nazionale ― Serbia e Montenegro | Cronologia completa delle presenze e delle reti in nazionale ― Serbia e Montenegro | Cronologia completa delle presenze e delle reti in nazionale ― Serbia e Montenegro | Cronologia completa delle presenze e delle reti in nazionale ― Serbia e Montenegro |
| Data                                                                               | Città                                                                              | In casa                                                                            | Risultato                                                                          | Ospiti                                                                             | Competizione                                                                       | Reti                                                                               | Note                                                                               |
| ---------------------------------------------------------------------------------- | ---------------------------------------------------------------------------------- | ---------------------------------------------------------------------------------- | ---------------------------------------------------------------------------------- | ---------------------------------------------------------------------------------- | ---------------------------------------------------------------------------------- | ---------------------------------------------------------------------------------- | ---------------------------------------------------------------------------------- |
| 12-2-2003                                                                          | Podgorica                                                                          | Serbia e Montenegro                                                                | 2 – 2                                                                              | Azerbaigian                                                                        | Qual. Euro 2004                                                                    | -                                                                                  | 59’                                                                                |
| 20-8-2003                                                                          | Belgrado                                                                           | Serbia e Montenegro                                                                | 1 – 0                                                                              | Galles                                                                             | Qual. Euro 2004                                                                    | -                                                                                  | 70’                                                                                |
| 10-9-2003                                                                          | Belgrado                                                                           | Serbia e Montenegro                                                                | 1 – 1                                                                              | Italia                                                                             | Qual. Euro 2004                                                                    | -                                                                                  | 59’                                                                                |
| 11-10-2003                                                                         | Cardiff                                                                            | Galles                                                                             | 2 – 3                                                                              | Serbia e Montenegro                                                                | Qual. Euro 2004                                                                    | -                                                                                  | 36’ 54’                                                                            |
| 31-3-2004                                                                          | Belgrado                                                                           | Serbia e Montenegro                                                                | 0 – 1                                                                              | Norvegia                                                                           | Amichevole                                                                         | -                                                                                  | 57’                                                                                |
| 28-4-2004                                                                          | Belfast                                                                            | Irlanda del Nord                                                                   | 1 – 1                                                                              | Serbia e Montenegro                                                                | Amichevole                                                                         | -                                                                                  |                                                                                    |
| 18-8-2004                                                                          | Lubiana                                                                            | Slovenia                                                                           | 1 – 1                                                                              | Serbia e Montenegro                                                                | Amichevole                                                                         | -                                                                                  | 22’ 90+2’                                                                          |
| 4-9-2004                                                                           | Serravalle                                                                         | San Marino                                                                         | 0 – 3                                                                              | Serbia e Montenegro                                                                | Qual. Mondiali 2006                                                                | -                                                                                  | 68’                                                                                |
| 17-11-2004                                                                         | Bruxelles                                                                          | Belgio                                                                             | 0 – 2                                                                              | Serbia e Montenegro                                                                | Qual. Mondiali 2006                                                                | 1                                                                                  | 27’                                                                                |
| 9-2-2005                                                                           | Sofia                                                                              | Bulgaria                                                                           | 0 – 0                                                                              | Serbia e Montenegro                                                                | Amichevole                                                                         | -                                                                                  | 46’                                                                                |
| 30-3-2005                                                                          | Belgrado                                                                           | Serbia e Montenegro                                                                | 0 – 0                                                                              | Spagna                                                                             | Qual. Mondiali 2006                                                                | -                                                                                  | 80’                                                                                |
| 15-8-2005                                                                          | Kiev                                                                               | Polonia                                                                            | 3 – 2                                                                              | Serbia e Montenegro                                                                | Amichevole                                                                         | -                                                                                  | 46’                                                                                |
| 17-8-2005                                                                          | Kiev                                                                               | Ucraina                                                                            | 2 – 1                                                                              | Serbia e Montenegro                                                                | Amichevole                                                                         | 1                                                                                  | 46’                                                                                |
| 3-9-2005                                                                           | Belgrado                                                                           | Serbia e Montenegro                                                                | 2 – 0                                                                              | Lituania                                                                           | Qual. Mondiali 2006                                                                | 1                                                                                  | 45’ 76’                                                                            |
| 7-9-2005                                                                           | Madrid                                                                             | Spagna                                                                             | 1 – 1                                                                              | Serbia e Montenegro                                                                | Qual. Mondiali 2006                                                                | 1                                                                                  |                                                                                    |
| 8-10-2005                                                                          | Vilnius                                                                            | Lituania                                                                           | 0 – 2                                                                              | Serbia e Montenegro                                                                | Qual. Mondiali 2006                                                                | 1                                                                                  | 88’                                                                                |
| 12-10-2005                                                                         | Belgrado                                                                           | Serbia e Montenegro                                                                | 1 – 0                                                                              | Bosnia ed Erzegovina                                                               | Qual. Mondiali 2006                                                                | 1                                                                                  | 87’                                                                                |
| 13-11-2005                                                                         | Nanchino                                                                           | Cina                                                                               | 0 – 2                                                                              | Serbia e Montenegro                                                                | Amichevole                                                                         | -                                                                                  | 46’                                                                                |
| 16-11-2005                                                                         | Seul                                                                               | Corea del Sud                                                                      | 0 – 2                                                                              | Serbia e Montenegro                                                                | Amichevole                                                                         | -                                                                                  | 46’                                                                                |
| 1-3-2006                                                                           | Tunisi                                                                             | Tunisia                                                                            | 0 – 1                                                                              | Serbia e Montenegro                                                                | Amichevole                                                                         | 1                                                                                  | 83’                                                                                |
| 27-5-2006                                                                          | Belgrado                                                                           | Serbia e Montenegro                                                                | 1 – 1                                                                              | Uruguay                                                                            | Amichevole                                                                         | -                                                                                  | 75’                                                                                |
| 11-6-2006                                                                          | Lipsia                                                                             | Serbia e Montenegro                                                                | 0 – 1                                                                              | Paesi Bassi                                                                        | Mondiali 2006 - 1º turno                                                           | -                                                                                  | 67’                                                                                |
| 16-6-2006                                                                          | Gelsenkirchen                                                                      | Argentina                                                                          | 6 – 0                                                                              | Serbia e Montenegro                                                                | Mondiali 2006 - 1º turno                                                           | -                                                                                  | 65’                                                                                |
| Totale                                                                             |                                                                                    | Presenze                                                                           | 23                                                                                 |                                                                                    | Reti                                                                               | 7                                                                                  |                                                                                    |

## Palmarès

### Club
- Campionato serbo-montenegrino: 1

Partizan Belgrado: 1998-1999
- Supercoppa dei Paesi Bassi: 3

PSV Eindhoven: 2000, 2001, 2003
- Campionato olandese: 2

PSV Eindhoven: 2000-2001, 2002-2003
- Campionato inglese: 1

Chelsea: 2004-2005
- Coppa di Lega inglese: 1

Chelsea: 2004-2005
- Campionato turco: 1

Fenerbahçe: 2006-2007
- Supercoppa di Turchia: 1

Fenerbahçe: 2007
- Coppa di Francia: 1

Paris Saint-Germain: 2009-2010
- Campionato bielorusso: 1

BATĖ Borisov: 2011

### Individuale
- Calciatore jugoslavo dell'anno: 1

2000
- Calciatore olandese dell'anno: 1

2003
- Capocannoniere del campionato olandese: 3

2000-01 (24 gol), 2002-03 (35 gol), 2003-04 (31 gol)
- Capocannoniere della Coppa UEFA: 1

2003-2004 (6 gol)